# Cristina Scolari
Cristina Scolari (1972) è un'ex mezzofondista e fondista di corsa in montagna italiana.

## Biografia
Ha partecipato ai Mondiali di corsa in montagna del 2009, piazzandosi in ventunesima posizione e vincendo la medaglia d'argento a squadre. Ha inoltre partecipato a tre edizioni consecutive degli Europei di corsa in montagna, nel 2008, 2009 e 2010, con un sesto posto come miglior piazzamento individuale e con la vittoria di due medaglie d'oro ed una di bronzo a squadre.
I suoi cognati Paolo ed Andrea Agostini e suo marito Marco Agostini hanno tutti a loro volta partecipato a delle edizioni dei Mondiali e degli Europei di corsa in montagna; suo figlio Francesco è a sua volta un mezzofondista e fondista di livello nazionale, con anche diverse convocazioni nelle nazionali giovanili italiane. L'Atletica Valle Camonica, società camuna in cui sia il marito che i cognati che il figlio hanno iniziato a praticare atletica (e con cui lei stessa ha gareggiato a lungo), è stata fondata da Innocente Agostini, padre di Marco ed Andrea; Marco ne è anche diventato dirigente.

## Palmarès
| Anno | Manifestazione                | Sede                | Evento         | Risultato | Prestazione | Note |
| ---- | ----------------------------- | ------------------- | -------------- | --------- | ----------- | ---- |
| 2008 | Europei di corsa in montagna  | Zell am Harmersbach | Donne seniores | 13ª       |             |      |
| 2008 | Europei di corsa in montagna  | Zell am Harmersbach | A squadre      | Bronzo    | 22 p.       |      |
| 2009 | Mondiali di corsa in montagna | Madesimo            | Donne seniores | 21ª       |             |      |
| 2009 | Mondiali di corsa in montagna | Madesimo            | A squadre      | Argento   | 24 p.       |      |
| 2009 | Europei di corsa in montagna  | Telfes im Stubai    | Donne seniores | 25ª       |             |      |
| 2009 | Europei di corsa in montagna  | Telfes im Stubai    | A squadre      | Oro       | 16 p.       |      |
| 2010 | Europei di corsa in montagna  | Sapareva banja      | Donne seniores | 6ª        | 40'33"      |      |
| 2010 | Europei di corsa in montagna  | Sapareva banja      | A squadre      | Oro       | 12 p.       |      |

## Campionati nazionali
2007
- 5ª ai campionati italiani di corsa in montagna

2008
- 5ª ai campionati italiani di corsa in montagna - 39'42"
- Bronzo ai campionati italiani di corsa in montagna a staffetta[4] (in squadra con Serena Angela)

2009
- Oro ai campionati italiani di corsa in montagna a staffetta - 53'47"[5] (in squadra con Ilaria Bianchi)

2010
- Argento ai campionati italiani di corsa in montagna lunghe distanze - 1h45'58"
- Argento ai campionati italiani di corsa in montagna a staffetta - 51'04"[6] (in squadra con Ilaria Bianchi)

2012
- 33ª ai campionati italiani di corsa campestre - 31'42"

## Altre competizioni internazionali
2006
- Bronzo al Trofeo Vanoni ( Morbegno) - 23'12"[7]
- 6ª alla Stralivigno ( Livigno) - 1h34'49"
- Oro a La Ciaspolada ( Fondo)

2007
- Oro alla Mezza maratona di Cesano Boscone ( Cesano Boscone) - 1h19'58"
- Oro a La Ciaspolada ( Fondo)
- Argento ai Mondiali di corsa con le racchette da neve ( Schladming) - 1h06'02"

2008
- Oro al Trofeo Vanoni ( Morbegno) - 22'39"[8]
- Argento a La Ciaspolada ( Fondo)

2009
- Argento a La Ciaspolada ( Fondo)

2010
- Bronzo a La Ciaspolada ( Fondo)

2011
- Bronzo a La Ciaspolada ( Fondo)